# Lisle (Illinois)
Lisle – wieś w Stanach Zjednoczonych, w stanie Illinois, w hrabstwie DuPage.